# 재닛 게이너
재닛 게이너(Janet Gaynor, 1906년 10월 6일 ~ 1984년 9월 14일)는 미국의 배우, 화가이다.
단편 영화와 무성 영화에 엑스트라 배우로 활동하며 연예계에 입문했다. 1926년, 영화사 20세기 폭스의 전신인 폭스 필름과 계약을 맺고 점차 이름을 알리기 시작해 당대의 스타로 거듭나게 되었다. 1929년, 영화 《제7의 천국》, 《선라이즈》, 《스트리트 엔젤》 세 편을 통해 최초의 아카데미 여우주연상 수상자가 되는 영예를 얻었다. 재닛의 수상은 이후 시상식 개편으로 인해 복수 배역으로 아카데미 여우주연상을 수상한 유일한 경우가 남게 되었다.
재닛은 유성 영화 시대에도 성공적으로 안착하였다. 이 때의 대표작 중 1939년 영화 《스타 탄생》을 통해 두 번째로 아카데미 여우주연상 후보에 오르기도 했다. 1939년, 의상 디자이너 에이드리언과 결혼하면서 은퇴를 했으며, 두 사람은 슬하에 1남을 두게 된다. 하지만 얼마 지나지 않아 다시 복귀하여 영화, 텔레비전 작품 활동을 시작했으며 이후 유화가로도 활동해 화가로서도 인정 받게 되었다. 1980년, 영화 《해롤드와 모드》를 연극화한 작품을 통해 브로드웨이 데뷔를 하였다.
1982년, 택시를 타고 가던 중 음주 운전 차량에 의해 교통사고을 당한 후 후유증으로 길게 고생하다 결국 1984년 9월 14일, 향년 77세의 일기로 별세하였다.

## 출연 작품
- 제7의 천국 (1927)
- 선라이즈 (1927)
- 스트리트 엔젤 (1928)
- 스타 탄생 (1937)